# إينازوما إليفن: مباراة الأحلام الخارقة (فلم)
إينازوما إليفن: مباراة الأحلام الخارقة (باليابانية: イナズマイレブン 超次元ドリームマッチ) هو فيلم أنمي ياباني من سلسة أبطال الكرة مدته 50 دقيقة صدر في اليابان في 13 يونيو 2014. من إخراج كاتسوهيتو أكياما.

## روابط خارجية
موقع الفيلم  على IMdb